# 闫锦锦
闫锦锦（1996年—），中国足球运动员，中国国家女子足球队成员。曾代表中国参加2018年亚足联女子亚洲杯。2016年当选中国女超联赛最佳新人。